# Mačke u drevnom Egiptu
Mačke (Felis catus) su među najpopularnijim ljubimcima na svijetu, premda njihovo udomaćivanje još nije toliko poznato kao primjerice udomaćivanje pasa.
Godine 1888. jedan je egipatski zemljoradnik slučajno naišao na veliku grobnicu s tisućama mumificiranih mačaka i mačića. Ovo otkriće kod Beni Hasana sadržavalo je oko 80 tisuća mačjih tijela, datiranih u razdoblje 2000. pr. Kr. – 1000. pr. Kr.

## Mačke u drugim religijama
Štovanje mačaka specifična je pojava u staroegipatskoj civilizaciji, no važnost mačke javlja se i u drugim kulturama.
Muslimanska predaja govori o slučaju kad je prorok Muhamed pronašao mačku kako spava na njegovoj odjeći: umjesto da je probudi, on je oko nje izrezao rupu, po nekima čitav rukav ogrtača. Ta pripovijest ukazuje na brigu i milostivost prema mačkama ali i čitavom životinjskom svijetu.
U drevnim epskim tekstovima Indije, Ramayani i Mahabharati, mačka se pojavljuje već oko 500. pr. Kr. Hinduizam respektira sve životne forme, a naročito je naklonjen mačkama. Očekivalo se da "svaki dobar Hindus tijekom života brine barem o jednoj mački". Budistički svećenici često su držali mačke u svojim hramovima, prvenstveno kao zaštitu od glodavaca, no također su vjerovali da mačke donose sreću. Postoje mnoge legende o mačkama budističkih svećenika, a danas se vjeruje da neke moderne pasminske mačke potječu od hramskih mačaka.
U drevnoj Kini, kao i u mnogim drugim područjima Azije, mačka je bila cijenjena prvenstveno zbog svoje važne uloge u zaštiti hrane i osjetljive industrije svile od glodavaca.

## Mačke u svakodnevnom životu starih Egipćana
Drevni Egipat nastanjivale su dvije glavne vrste mačaka: tropska mačka (Felis chaus), i afrička divlja mačka (Felis silvestis lybica). Upravo ova posljednja je udomaćena, zahvaljujući svome temperamentu. Pretpostavlja se da su obje ove vrste prethodnici razvoja moderne vrste Egipatski Mau.
Promjena temperamenta pri udomaćivanju proizlazi iz dva najvažnija faktora, nasljeđa i naučene tolerancije prema ljudima.
Promjene pri udomaćivanju ogledaju se u boji dlake, koja više ne zahtijeva kamuflažu u prirodi, zatim u manjoj veličini mozga zbog eliminacije nepotrebnih instinkata za preživljavanje, kao i u smanjenom obujmu tijela u skladu s promjenom životnog okružja i prehrane.
S obzirom na to da su stari Egipćani uzgajali mačke, njihova se populacija razvijala i povećavala. Bliskosti s čovjekom pripomogla je i povezanost mačke s božicom Bast. 
Egipatski svećenici često su držali mačke u hramu kao predstavnike božice.
Pripitomljavalo se i uzimanjem mladunčadi iz divljine, kao i iz menažerija. Najbogatiji su znali imati čitave zvjerinjake u kojima su pripitomljavali divlje životinje i njihovo potomstvo – primjerice babune, lavove, gazele, pa tako i divlje mačke.

## Mačke u staroegipatskoj mitologiji
Egipat je prije ujedinjenja bio područje s više regionalnih plemenskih zajednica. Zajednička im je bila totemska religija, u kojoj je središte kulta bila određena životinja kao spiritualni simbol. Životinje su birane prema atributima i divljenja vrijednim karakteristikama, od njihovih vještina do primjerice straha kojeg su ulijevale ljudima. Pri ratovima, pobjedničko bi pleme nametnulo svoj totem pri čemu bi jačao njihov kult. Nakon ujedinjenja države (oko 3100. pr. Kr.) uspostavljen je sustav koji je obuhvaćao više totemskih vjerovanja, pa su se uz mačku istovremeno štovale i životinje poput ibisa, orlova i skarabeja. Egipćani su bogove doživljavali kao «višu inteligenciju» koja se može materijalizirati u tijelu. Najranije poznato povezivanje grabežljive mačke s božanstvom otkriveno je na dekoraciji kristalne posude s likom Mafdet, božice s lavljom glavom, iz 3100. pr. Kr. Božica Bast je originalno bila prikazivana kao lavica, zastrašujuća zaštitnica, ali je tijekom vremena «omekšala» pri sve većoj povezanosti s udomaćenim mačkama. Poštovanje s kojime su Egipćani mumificirali i pokapali mačke, odraz je poštovanja koje su im ukazivali tijekom svakodnevnog života. Grčki povjesničar Herodot pisao je kako u svakoj prilici paljenja vatre, ljudi moraju posebno paziti da plamen slučajno ne zahvati neku mačku. Također je zabilježio da u slučaju smrti mačke, kućanstvo žaluje kao za članom porodice, a često briju obrve u znak tugovanja. Čak i slučajno ubojstvo mačke oštro se kažnjavalo, čemu je svjedočio drugi grčki povjesničar, Diodorus Siculus. Godine 60. pr. Kr. rimski je vojnik nenamjerno pregazio kolima egipatsku mačku, zbog čega ga je faraon Ptolomej XII dao pogubiti.

## Bubastis i kult mačke
Kult mačke je bio značajan od razdoblja Novog carstva (od oko 1555. pr. Kr.), no veću je važnost dobio razvojem grada Bubastisa, vjerskog središta božice Bast.
Bubastis, smješten istočno od delte rijeke Nil, postao je prijestolnica oko 950. pr. Kr. (22. i 23. dinastija). Time se Bast razvila u nacionalno božanstvo, vrhunac kulta bio je oko 500. pr. Krista.
Bast je postala vrlo popularno i važno božanstvo, kao predstavnica majčinstva i plodnosti te zaštitnica pozitivnih aspekata sunca. Pritom je povezana sa Sekhmet, zvanom i Oko boga Ra.
Kult mačke rezultirao je mnogim sljedbenicima i tisućama hodočasnika koji su svake godine dolazili u Bubastis slaviti Bast. Također je Bubastis postalo drugo ime božice.
U Bubastisu je bio velik hram posvećen božici Bast, kojega je Herodot posjetio 450. pr. Kr. te napisao da «nije toliko veličanstven kao u drugim gradovima, ali pruža najveću ugodu oku».
Herodot je detaljno opisao hram (sagrađen na nižoj razini od ostatka grada na uzvišenju, kako bi se izbjegla šteta od poplava) koji je izgledao poput umjetnog otoka, zatim drvored koji je vodio prema ulazu, kao i veliku skulpturu božice Bast u unutrašnjosti hrama.
Također je opisao velik broj svetih mačaka, o kojima su svećenici brinuli uz pomoć milodara hodočasnika. Populacija mačaka bila je iznimno velika te se morala održavati periodičkim žrtvovanjem mačića koji bi potom bili mumificirani te u obliku relikvije bili prodani hodočasnicima.
Bubastis je postao stjecište brojnih trgovaca te obrtnika koji su izrađivali brončane skulpture i amulete s prikazom mačke, namijenjene štovateljima božice Bast. Amuleti s prikazom mačke i mačića najčešće su služili ženama koje su željele djecu, i molile za onaj broj djece koliko je mačića bilo na amuletu.
Herodot piše da je godišnji festival Bast u Bubastisu bio jedna od najznačajnijih svetkovina u zemlji, kojeg su posjećivali stanovnici svih područja Egipta, slaveći duž čitave plovidbe Nilom. Po dolasku u Bubastis svetkovina bi doživjela vrhunac u prinošenju darova božici Bast.
Slavna trgovačka povijest Bubastisa čak se našla u židovsko-kršćanskoj mitologiji. U 6. st. pr. Kr. prorok Ezekijel pisao je da «mladi ljudi Avena i Pibesetha (Bubastisa) trebaju pasti od mača: i ovi gradovi trebaju biti porobljeni». Ezekijel 30:17. Ezekijel je vjerovao da ovi gradovi trebaju biti kažnjeni, poput Ninive, zbog svojih poganstva i grijeha.
Egipat je bio jedina zemlja koju Perzijanci nisu osvojili sve do 525. pr. Kr. kad je Kambiz II., sin Kira Velikog, odlučio pokoriti ga. Kambiz je s vojskom na devama prešao 56 milja pustinje te se kod Peluzija sukobio s Egipćanima. No, egipatski su vojnici oklijevali uzvratiti jer su perzijski štitovi bili oslikani svetim simbolom mačke.

## Pogrebni običaji
Herodot je zabilježio da su mačke iz raznih dijelova zemlje, nakon smrti donošene u Bubastis kako bi bile mumificirane i pokopane na velikom groblju, što nije dokazano.
Na grobištu je švicarski egiptolog Edouard Naville otkrio više od 20 kubnih metara ostataka mačaka, kao i dokaze kremacije. 
Našao je hrpe kosti u jamama, koje su bile zidane od cigle i gline. Uz svaku jamu je stajala peć, čije su cigle bile pocrnjele od vatre.
To je bilo zbunjujuće otkriće. Mumifikacija i sačuvanost tijela omogućavali su da pokojnikov ka pronađe svog domaćina te kasnije iznova bude rođen u zagrobni život. Tijelo je trebalo biti netaknuto do tog trenutka, stoga je kremiranje bilo nepoželjan način postupanja s tijelom svetog bića koje je imalo ka.
Usprkos tome, brojnim je mačkama pružena potpuna ceremonija balzamiranja i pokopane su na drugim velikim grobljima duž Nila. Mačke bi često opskrbili namirnicama za zagrobni život, poput zdjelica s mlijekom ili čak mumificiranog miša.
Značaj kulta možda se najbolje pokazao u kolosalnoj grobnici hrama božice Bast blizu Beni Hasana, koja je slučajno otkrivena 1888.godine. Ova je grobnica sadržavala više od 19 tona mumija i ostataka životinja, većinom mačaka ali i drugih poput mungosa, pasa i lisica.
Zemljoradnik koji je otkrio grobnicu prodao je velik dio sadržaja grobnice, prah mumija bio je cijenjeni afrodizijak i lijek za neplodnost.
Jedan broj uzoraka ipak je dospio u ruke znanstvenicima koji su ih potom proučavali i istraživali. Neki od tih primjeraka danas su dio zbirke British Museuma u Londonu.
Nedavno je Roger Tabor, pri snimanju dokumentarca za BBC The Rise of the Cat (Uspon mačke), otkrio drugo groblje mačaka u hramu božice Bastet. Pritom je otkriven 20 cm dubok sloj natiskanih mumija, dugačak preko 60 metara.

## Slabljenje kulta mačke
Kult božice Bast službeno je ukinut carskim dekretom 390.godine. U Egiptu je otada oslabilo nekadašnje štovanje mačaka, premda se i danas drže kao kućni ljubimci ili barem toleriraju, zbog korisnog uništavanja štetočina. U svakom slučaju, mačke današnjeg Egipta izgubile su praktično svaki religiozni značaj. 

## Poveznice
- Stari Egipat
- Mačka